# Athyrium gymnogrammoides
Athyrium gymnogrammoides är en majbräkenväxtart som först beskrevs av Kl. och Georg Heinrich Mettenius, och fick sitt nu gällande namn av Richard Henry Beddome. Athyrium gymnogrammoides ingår i släktet Athyrium och familjen Athyriaceae. Inga underarter finns listade.